# Sienna Grobla

Sienna Grobla na mapie Śródmieścia

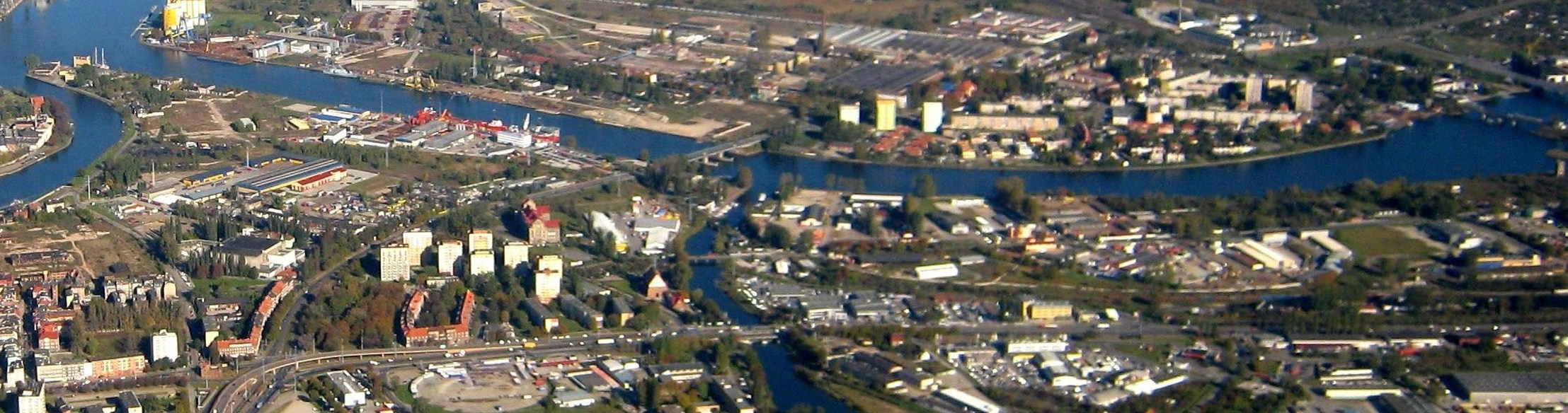
Sienna Grobla (po lewej Sienna Grobla I, po prawej Sienna Grobla II), na górze Martwa Wisła

Sienna Grobla (dawniej: Strohdyk, niem. Strohdeich) – osiedle mieszkaniowo-przemysłowe w Gdańsku, w dzielnicach Śródmieście i Rudniki.

## Położenie
Sienna Grobla leży na obszarze ograniczonym:
- od zachodu – Motławą, za którą znajdują się Stare Miasto i Składy
- od północy – Martwą Wisłą, za którą znajdują się Przeróbka i Stogi
- od wschodu – fosą przeciwpożarową Rafinerii Gdańskiej, za którą znajduje się Płonia Mała
- od południa – ulicami: Elbląską, Głęboką i Wiesława

## Podział historyczny
Morfogenetycznie, Sienna Grobla dzieli się na dwie części, które niegdyś były zupełnie niezależne od siebie:
- Sienna Grobla I (wewnętrzna) – w dzielnicy Śródmieście
- Sienna Grobla II (zewnętrzna) – w dzielnicy Rudniki

Podział między tymi jednostkami terytorialnymi biegnie wzdłuż Opływu Motławy, który uchodzi na terenie osiedla do Martwej Wisły.